# SV Andritz
Der SV Andritz ist ein österreichischer Fußball-Verein aus der steirischen Landeshauptstadt Graz und wurde 1948 als Sportverein der Maschinenfabrik Andritz gegründet.

## Geschichte
Die Fußballabteilung des SV Andritz nimmt ihren Spielbetrieb 1949 auf, gespielt wird auf einem Spielfeld, dass sich auf dem Firmengelände der Maschinenfabrik Andritz befindet.
In der Saison 1950/51 wird dem SV Andritz das Meisterschaftsdiplom im Kreis Graz überreicht. Andritz spielt in der Saison 1952/1953 in der zweiten Klasse. Innerhalb von drei Jahren gelingt Andritz (1954) der Aufstieg in die Landesliga. Der Start war erfolgreich und Andritz bestreitet sein erstes Spiel gegen den ersten der Liga (Fohnsdorf – Andritz 4:4). Weitere Spiele folgen gegen Frohnleiten, Voitsberg, Red-Star Knittelfeld, Bruck, Leoben, Donawitz.
In der Saison 1998/99 gelingt der Aufstieg in die Unterliga Mitte, 2000/01 gelingt erstmals der Aufstieg in die Oberliga Mitte/West.
In der Saison 2012/13 spielt die Kampfmannschaft I in der Oberliga Mitte, nachdem man in der Unterliga Mitte den Meistertitel erreichen konnte. Die Kampfmannschaft II spielt in der 1. Klasse Mitte A. 2014/15 stiegen sie aber wieder in die Unterliga Mitte ab. 2024 wurden sie dort Herbstmeister. Am Ende der Saison 2024/2025 stand man auf dem zweiten Platz in der Unterliga Mitte und bestritt die Relegationsspiele gegen Werndorf.

## Sportplatz
1975 wird eine Sportanlage auf dem Gelände der Andritzer Reichsstraße errichtet, 2009 wird das neue Klubhaus feierlich eröffnet.